# Copticostola
Copticostola là một chi bướm đêm thuộc họ Gelechiidae.